# Liste der Weserfähren
Die Liste der Weserfähren enthält stromabwärts die Fährverbindungen über die Weser, getrennt nach den Stromabschnitten:
- Oberweser (Hannoversch-Münden bis Minden), Weser-km 0 bis 204,47
- Mittelweser (Minden bis Bremen), bis Weser-km 366,72
- Unterweser (Bremen bis Bremerhaven), für die rd. 85 km lange Binnenwasserstraße auf Unter- und Außenweser beginnt in Bremen eine neue Kilometrierung

Bei den Fähren an der Oberweser handelt es sich überwiegend um Gierseilfähren. Auf der Mittelweser ist neben freifahrenden Fähren nur eine Hochseil- und Kettenfähre im Einsatz. Im Tidenbereich der Unterweser wären Gierfähren durch die periodische Strömungsumkehr unpraktikabel. So gibt es dort nur freifahrende Motorfähren. Viele Fährverbindungen haben eine lange Tradition. Einzelne sind nach längerer Unterbrechung aus touristischen Gründen reaktiviert worden. Einige Fähren an Ober- und Mittelweser haben recht eingeschränkte Betriebszeiten.
An Ober- und Mittelweser ermöglichen neben den Fähren auch etliche Brücken eine Überquerung des Stromes. Über die Unterweser führen unterhalb Bremens keine Brücken. Es gibt lediglich einen Straßentunnel im Zuge der B 437. Die Fertigstellung eines Autobahntunnels im Zuge der A 281 in Bremen ist für 2029 geplant.  
Bedeutung der Abkürzungen in der Spalte „befördert“:
- P = Personen
- F = Fahrräder
- PKW = Personenkraftwagen
- LKW = Lastkraftwagen

## Liste der Fähren an der Oberweser
| Strom-km | Name                                 | Typ                                      | Ort links – Ort rechts | befördert      | Fährschiff(e) (Baujahr)   | Bemerkungen | Koordinaten                 | Bild           |
| -------- | ------------------------------------ | ---------------------------------------- | ---------------------- | -------------- | ------------------------- | --- | --------------------------- | -------------- |
| 11,40    | Weserfähre Veckerhagen               | Gierseilfähre (Hochseil- oder Rollfähre) | Veckerhagen – Hemeln   | P, F, PKW      | Veckerhagen (2000)        | ganzjähriger Betrieb; Fährstelle seit 1342 nachweisbar                                                                             | 51° 29′ 54″ N, 9° 36′ 19″ O | weitere Bilder |
| 24,70    | Weserfähre Oedelsheim                | Gierseilfähre (Hochseil- oder Rollfähre) | Gottstreu – Oedelsheim | P, F, PKW      | Fähre Oedelsheim (1997)   | saisonaler Betrieb | 51° 35′ 20″ N, 9° 35′ 32″ O | weitere Bilder |
| 31,25    | Weserfähre Wahlsburg-Lippoldsberg    | Gierseilfähre (Hochseil- oder Rollfähre) | Vorwerk – Lippoldsberg | P, F, PKW      |                           | saisonaler Betrieb; erste Erwähnung der Fährstelle nach 1331, wird auch Märchenfähre genannt                                       | 51° 37′ 32″ N, 9° 33′ 5″ O  | weitere Bilder |
| 35,75    | Weserfähre Wahmbeck                  | Gierseilfähre (Hochseil- oder Rollfähre) | Gewissenruh – Wahmbeck | P, F, PKW      | Fähre Wahmbeck            | saisonaler Betrieb; Fährstelle seit 1900                                                                                           | 51° 37′ 34″ N, 9° 31′ 22″ O | weitere Bilder |
| 47,14    | Fähre Herstelle/Dreiländereckfähre   | Gierseilfähre (Hochseil- oder Rollfähre) | Herstelle – Würgassen  | P, F           |                           | saisonaler Betrieb; Fährstelle erstmals 1432 erwähnt                                                                               | 51° 38′ 37″ N, 9° 25′ 7″ O  | weitere Bilder |
| 60,16    | Personenfähre Wehrden                | Gierseilfähre (Hochseil- oder Rollfähre) | Wehrden – Eulenkrug    | P, F           | Wehrden/Weser             | saisonaler Betrieb; Fährstelle 1875 erstmals erwähnt                                                                               | 51° 42′ 42″ N, 9° 23′ 11″ O |                |
| 90,0     | Personen- und Fahrräderfähre Heinsen | freifahrende Motorfähre                  | Heinsen – rechtes Ufer | P, F           | Fähre Heinsen             | saisonaler Betrieb | 51° 53′ 8″ N, 9° 26′ 11″ O  |                |
| 92,23    | Fähre Polle                          | Gierseilfähre (Hochseil- oder Rollfähre) | Polle – Heidbrink      | P, F, PKW, LKW | Fähre Polle (1988)        | ganzjähriger Betrieb; Fährstelle seit 1905                                                                                         | 51° 53′ 48″ N, 9° 24′ 30″ O | weitere Bilder |
| 99,40    | Solarfähre Grave                     | freifahrende Solarfähre                  | Grave – rechtes Ufer   | P, F           | Gravena (2005)            | saisonaler Betrieb | 51° 54′ 46″ N, 9° 27′ 56″ O |                |
| 122,22   | Grohnder Fähre                       | Gierseilfähre (Hochseil- oder Rollfähre) | Grohnde – rechtes Ufer | P, F, PKW, LKW |                           | saisonaler Betrieb | 52° 1′ 10″ N, 9° 25′ 28″ O  | weitere Bilder |
| 151,90   | Fähre Großenwieden                   | Gierseilfähre (Hochseil- oder Rollfähre) | Rumbeck – Großenwieden | P, F, PKW, LKW | Fähre Großenwieden (1960) | ganzjähriger Betrieb; Fährstelle seit 1617                                                                                         | 52° 10′ 21″ N, 9° 11′ 18″ O |                |
| 174,06   | Weserfähre Veltheim                  | Gierseilfähre (Hochseil- oder Rollfähre) | Varenholz – Veltheim   | P, F           |                           | saisonaler Betrieb; Fährstelle seit 1661                                                                                           | 52° 11′ 0″ N, 8° 58′ 38″ O  |                |
| 189,70   | Weserfähre Rehme                     | freifahrende Motorfähre                  | Rehme – rechtes Ufer   | P, F           | Amanda                    | Zwischen Rehme auf dem Westufer und dem Großen Weserbogen auf dem Ostufer. Seit 2022 ist die Fähre bis auf Weiteres außer Betrieb. | 52° 13′ 7″ N, 8° 49′ 54″ O  | weitere Bilder |

## Liste der Fähren an der Mittelweser
| Strom-km | Name                            | Typ                       | Ort links – Ort rechts                      | befördert      | Fährschiff(e) (Baujahr)       | Bemerkungen        | Koordinaten                | Bild           |
| -------- | ------------------------------- | ------------------------- | ------------------------------------------- | -------------- | ----------------------------- | ------------------ | -------------------------- | -------------- |
| 222,5    | Weserfähre PetraSolara          | freifahrende Solarfähre   | Hävern – Windheim                           | P, F           | PetraSolara (2002)            | saisonaler Betrieb | 52° 25′ 8″ N, 9° 0′ 46″ O  | weitere Bilder |
| 288,7    | Fähre Schweringen               | Hochseil- und Kettenfähre | Schweringen – Gandesbergen                  | P, F, PKW, LKW | Weserfähre Schweringen (1999) | saisonaler Betrieb | 52° 45′ 2″ N, 9° 11′ 32″ O | weitere Bilder |
| 336,1    | Personen- und Radfähre Gentsiet | freifahrende Motorfähre   | Ahsen – Grinden (Thedinghausen – Langwedel) | P, F           | Gentsiet                      | saisonaler Betrieb | 52° 58′ 22″ N, 9° 4′ 59″ O | weitere Bilder |
| 365,4    | Sielwallfähre                   | freifahrende Motorfähre   | Osterdeich – Stadtwerder (beides in Bremen) | P, F           | Ostertor (1972)               | saisonaler Betrieb | 53° 4′ 5″ N, 8° 49′ 19″ O  | weitere Bilder |

## Liste der Fähren an der Unterweser
| Strom-km  | Name                           | Typ                     | Ort links – Ort rechts                                                  | befördert      | Fährschiff(e) (Baujahr)                                         | Bemerkungen                                                                              | Koordinaten                 | Bild           |
| --------- | ------------------------------ | ----------------------- | ----------------------------------------------------------------------- | -------------- | --------------------------------------------------------------- | ---------------------------------------------------------------------------------------- | --------------------------- | -------------- |
| 5,7       | WeserFähre                     | freifahrende Motorfähre | Rablinghausen – Waterfront und Molenturm (Dreiecksverbindung in Bremen) | P, F           | Pusdorp (1954, Umbau 1983)                                      | saisonaler Betrieb                                                                       | 53° 6′ 24″ N, 8° 44′ 59″ O  |                |
| 17,60     | Fähren Bremen – Stedingen      | freifahrende Motorfähre | Lemwerder – Bremen-Vegesack                                             | P, F, PKW, LKW | Lemwerder II (2011), Vegesack (1992), Rönnebeck (1975, Reserve) | ganzjähriger Betrieb; Fährstelle seit dem 13. Jahrhundert                                | 53° 10′ 5″ N, 8° 37′ 12″ O  | weitere Bilder |
| 22,05     | Fähren Bremen – Stedingen      | freifahrende Motorfähre | Motzen – Bremen-Blumenthal                                              | P, F, PKW, LKW | Stedingen (2014)                                                | ganzjähriger Betrieb                                                                     | 53° 10′ 52″ N, 8° 33′ 31″ O |                |
| 25,35     | Fähren Bremen – Stedingen      | freifahrende Motorfähre | Berne – Bremen-Farge                                                    | P, F, PKW, LKW | Farge (2018), Juliusplate (1995)                                | ganzjähriger Betrieb                                                                     | 53° 11′ 51″ N, 8° 31′ 1″ O  | weitere Bilder |
| 40,25     | Weserfähre Guntsiet            | freifahrende Motorfähre | Brake – Weserinsel Harriersand                                          | P, F           | Guntsiet (1963)                                                 | saisonaler Betrieb                                                                       | 53° 19′ 39″ N, 8° 29′ 30″ O | weitere Bilder |
| 44,5      | Schnellfähre Brake – Sandstedt | freifahrende Motorfähre | Brake - Golzwarden – Sandstedt                                          | P, F, PKW, LKW | Kleinensiel (1964)                                              | ganzjähriger Betrieb                                                                     | 53° 21′ 47″ N, 8° 30′ 1″ O  | weitere Bilder |
| 63,0–65,6 | Weserfähre                     | freifahrende Motorfähre | Nordenham - Blexen – Bremerhaven                                        | P, F, PKW, LKW | Bremerhaven (1999), Nordenham (1957)                            | ganzjähriger Betrieb; Fährstelle wohl seit dem Mittelalter, schriftliche Quelle von 1573 | 53° 31′ 46″ N, 8° 33′ 48″ O | weitere Bilder |

## Ehemalige Fährverbindungen an der Weser (Auswahl)
- Oberweser–km 116,63: Fähre Daspe – Hehlen, als Wagenfähre schon 1893/98 erwähnt, 1926 als Niedrigseilfähre ausgewiesen, im  WESKA von 1934 als Hochseilprahmfähre bezeichnet. Zu Anfang des 19. Jahrhunderts gab es in Hehlen zwei Fähren, die obere Gutsfähre und die mit ihr konkurrierende untere Fähre. Im Jahr 1821 kaufte Graf von der Schulenburg die untere Fähre, ließ sie eingehen und verlegte die obere an die untere Fährstelle. 1882 wurde die Fähre dann an Grundbesitzer in Daspe verkauft. Erst 2004 wurde dort eine Brücke gebaut.[2]
- Weser–km 120: In Hajen bestand seit 1389 eine Gierseilfähre, die in jüngerer Zeit maximal zwei PKW befördern konnte. Sie verkehrte nur saisonal, wurde im Jahr 2010 stillgelegt und 2011 schließlich komplett demontiert.
- Unterweser–km 52: Die Fährverbindung Kleinensiel-Dedesdorf wurde mit Eröffnung des Wesertunnels am 20. Januar 2004 um 24 Uhr eingestellt. Die Fährschiffe Dedesdorf und Stadland wurden verkauft.